# 장윤석 (의사)
장윤석(張潤錫, 1931년 2월 17일~2022년 4월 11일)은 대한민국의 대학 교수이며, 산부의과 의사이다. 호는 동원(東園)이다.
강원도 양구에서 태어났다. 1985년 10월 12일 서울대병원에서 한국 최초로 시험관 아기 출산 시술에 성공했다. 2022년 4월 11일 노환으로 별세하였다.

## 학력
- 1949년 춘천고등학교 졸업
- 1955년 서울대학교 의과대학 수석 졸업

## 경력
- 서울대학교병원 산부인과 전문의
- 서울대학교 외래강사, 전임강사
- 서울대학교 의과대학 조교수
- 서울대병원 산부인과 과장
- 1986년 대한불임학회 회장
- 1986년 대한미세수술학회 회장
- 1987년 대한산부인과학회 이사장
- 1988년 대한산부인과내시경학회 초대회장
- 1991년 아시아 불임연구회 조직위원회 공동위원장
- 1992년 세계주산기학회 연맹 창립 발기인
- 1992년~1994년 서울대학교 의과대학 교수협의회 부회장
- 1993년 일본수정착상학회 명예회원
- 1993년~1995년 서울대학교 교수협의회 부회장
- 1994년 일본산부인과학회 원로명예회원
- 1996년 교수 정년 퇴직
- 2011년 마리아의료재단의 명예원장

## 가족 관계
- 배우자: 송성희(~2010년 8월 25일)
  - 아들: 장용순
    - 며느리: 안재선

  - 딸: 장현숙, 장현주
    - 사위: 조용준, 찰스 넬슨

## 참고 문헌
- 생식내분비학의 보배 - 장윤석